# Natação no Campeonato Mundial de Esportes Aquáticos de 2022 - 100 m costas masculino
A prova dos 100 metros costas masculino da natação no Campeonato Mundial de Esportes Aquáticos de 2022 ocorreu nos dias 19 e 20 de junho, em Budapeste, na Hungria.

## Recordes
Antes desta competição, os recordes mundiais e do campeonato nesta prova eram os seguintes:
| Tipo                  | Atleta      | Tempo  | Local          | Data                 |
| --------------------- | ----------- | ------ | -------------- | -------------------- |
|                       | Ryan Murphy | 51s 85 | Rio de Janeiro | 13 de agosto de 2016 |
| Recorde do campeonato | Xu Jiayu    | 52s 17 | Gwangju        | 22 de julho de 2019  |

Os seguintes novos recordes foram estabelecidos durante esta competição. 
| Data        | Prova     | Nadador            | Nacionalidade | Tempo  | Recordes              |
| ----------- | --------- | ------------------ | ------------- | ------ | --------------------- |
| 19 de junho | Semifinal | Apostolos Christou | Grécia        | 52s 09 | Recorde do campeonato |
| 20 de junho | Final     | Thomas Ceccon      | Itália        | 51s 60 | Recorde mundial       |

## Medalhistas
| Ouro                | Prata             | Bronze                 |
| Thomas Ceccon (ITA) | Ryan Murphy (USA) | Hunter Armstrong (USA) |

## Cronograma
Todos os horários são locais (UTC+2). 
| Data        | Hora  | Evento        |
| ----------- | ----- | ------------- |
| 19 de junho | 09:15 | Eliminatórias |
| 19 de junho | 18:18 | Semifinal     |
| 20 de junho | 19:00 | Final         |

## Resultados

### Eliminatórias
Esses foram os resultados das eliminatórias. A prova foi realizada no dia 19 de junho com início às 09:15. 
| Pos. | Bateria | Raia | Nadador              | Nacionalidade          | Tempo   | Notas            |
| ---- | ------- | ---- | -------------------- | ---------------------- | ------- | ---------------- |
| 1    | 5       | 4    | Hunter Armstrong     | Estados Unidos         | 52.81   | Q                |
| 2    | 5       | 6    | Ryosuke Irie         | Japão                  | 53.16   | Q                |
| 3    | 6       | 3    | Apostolos Christou   | Grécia                 | 53.21   | Q                |
| 4    | 4       | 5    | Yohann Ndoye Brouard | França                 | 53.22   | Q                |
| 5    | 6       | 2    | Ksawery Masiuk       | Polónia                | 53.33   | Q,               |
| 6    | 6       | 4    | Ryan Murphy          | Estados Unidos         | 53.42   | Q                |
| 7    | 6       | 5    | Xu Jiayu             | China                  | 53.45   | Q                |
| 8    | 4       | 3    | Mewen Tomac          | França                 | 53.60   | Q                |
| 9    | 4       | 4    | Thomas Ceccon        | Itália                 | 53.70   | Q                |
| 10   | 5       | 3    | Hugo González        | Espanha                | 53.74   | Q                |
| 11   | 5       | 5    | Mitch Larkin         | Austrália              | 53.77   | Q                |
| 12   | 4       | 2    | Lee Ju-ho            | Coreia do Sul          | 53.84   | Q                |
| 13   | 6       | 6    | Robert Glință        | Roménia                | 53.86   | Q                |
| 14   | 5       | 2    | Isaac Cooper         | Austrália              | 53.87   | Q                |
| 15   | 4       | 6    | Luke Greenbank       | Reino Unido            | 53.97   | Q                |
| 16   | 5       | 7    | Ole Braunschweig     | Alemanha               | 54.22   | Q                |
| 17   | 5       | 1    | Guilherme Basseto    | Brasil                 | 54.26   |                  |
| 18   | 6       | 7    | Andrew Jeffcoat      | Nova Zelândia          | 54.35   |                  |
| 19   | 5       | 0    | Benedek Kovács       | Hungria                | 54.47   |                  |
| 20   | 3       | 3    | Mohamed Samy         | Egito                  | 54.67   | Recorde nacional |
| 21   | 4       | 8    | Oleksandr Zheltiakov | Ucrânia                | 54.86   |                  |
| 22   | 4       | 0    | Javier Acevedo       | Canadá                 | 54.97   |                  |
| 23   | 6       | 0    | Jan Čejka            | Chéquia                | 55.22   |                  |
| 24   | 4       | 1    | Michael Laitarovsky  | Israel                 | 55.25   |                  |
| 25   | 3       | 7    | Ģirts Feldbergs      | Letônia                | 55.43   |                  |
| 26   | 4       | 7    | Joe Litchfield       | Reino Unido            | 55.52   |                  |
| 27   | 3       | 9    | Chuang Mu-lun        | Taipé Chinesa          | 55.57   |                  |
| 28   | 3       | 5    | Ziyad Ahmed          | Sudão                  | 55.75   |                  |
| 29   | 5       | 8    | Quah Zheng Wen       | Singapura              | 55.76   |                  |
| 30   | 4       | 9    | Armin Lelle          | Estónia                | 55.82   |                  |
| 31   | 6       | 9    | Omar Pinzón          | Colômbia               | 55.95   |                  |
| 32   | 5       | 9    | Yeziel Morales       | Porto Rico             | 56.52   |                  |
| 33   | 3       | 8    | Max Mannes           | Luxemburgo             | 56.90   |                  |
| 34   | 3       | 4    | Charles Hockin       | Paraguai               | 57.01   |                  |
| 35   | 2       | 4    | Lau Shiu Yue         | Hong Kong              | 57.06   |                  |
| 36   | 3       | 0    | Farrel Tangkas       | Indonésia              | 57.17   |                  |
| 37   | 3       | 1    | Patrick Groters      | Aruba                  | 57.37   |                  |
| 38   | 2       | 3    | Yazan Al-Bawwab      | Palestina              | 59.31   |                  |
| 39   | 2       | 5    | Bede Aitu            | Ilhas Cook             | 59.54   | Recorde nacional |
| 40   | 1       | 5    | Omar Al-Rowaila      | Brunei                 | 1:00.03 |                  |
| 41   | 2       | 1    | Juhn Tenorio         | Marianas Setentrionais | 1:00.93 |                  |
| 42   | 1       | 3    | Mekhayl Engel        | Curaçau                | 1:01.46 |                  |
| 43   | 2       | 7    | Samiul Islam Rafi    | Bangladesh             | 1:02.31 |                  |
| 44   | 2       | 2    | Charles Bennici      | Camboja                | 1:02.57 |                  |
| 45   | 1       | 4    | Benjamin Ko          | Guam                   | 1:02.66 |                  |
| 46   | 2       | 6    | Dennis Mhini         | Tanzânia               | 1:04.71 |                  |
| 47   | 2       | 0    | Mohamed Aan Hussain  | Maldivas               | 1:05.77 |                  |
| 48   | 2       | 9    | Nasser Al-Kindi      | Omã                    | 1:06.02 |                  |
| –    | 2       | 8    | Faizan Akbar         | Paquistão              | DNS     | DNS              |
| –    | 3       | 2    | Jack Kirby           | Barbados               | DNS     | DNS              |
| –    | 6       | 8    | Roman Mityukov       | Suíça                  | DNS     | DNS              |
| –    | 6       | 1    | Bernhard Reitshammer | Áustria                | DNS     | DNS              |
| –    | 3       | 6    | Erikas Grigaitis     | Lituânia               | DSQ     | DSQ              |

### Semifinal
Esses foram os resultados das semifinais. A prova foi realizada no dia 19 de junho com início às 18:18.
| Pos. | Bateria | Raia | Nadador              | Nacionalidade  | Tempo | Notas |
| ---- | ------- | ---- | -------------------- | -------------- | ----- | ----- |
| 1    | 2       | 5    | Apostolos Christou   | Grécia         | 52.09 | Q,    |
| 2    | 2       | 2    | Thomas Ceccon        | Itália         | 52.12 | Q,    |
| 3    | 2       | 4    | Hunter Armstrong     | Estados Unidos | 52.37 | Q     |
| 4    | 2       | 3    | Ksawery Masiuk       | Polónia        | 52.58 | Q,    |
| 5    | 1       | 5    | Yohann Ndoye Brouard | França         | 52.72 | Q     |
| 6    | 1       | 3    | Ryan Murphy          | Estados Unidos | 52.80 | Q     |
| 7    | 1       | 4    | Ryosuke Irie         | Japão          | 52.85 | Q     |
| 8    | 2       | 1    | Robert Glință        | Roménia        | 53.00 | Q     |
| 9    | 1       | 6    | Mewen Tomac          | França         | 53.41 |       |
| 10   | 2       | 6    | Xu Jiayu             | China          | 53.49 |       |
| 11   | 1       | 2    | Hugo González        | Espanha        | 53.50 |       |
| 12   | 1       | 1    | Isaac Cooper         | Austrália      | 53.55 |       |
| 13   | 2       | 7    | Mitch Larkin         | Austrália      | 53.73 |       |
| 14   | 2       | 8    | Luke Greenbank       | Reino Unido    | 53.99 |       |
| 15   | 1       | 7    | Lee Ju-ho            | Coreia do Sul  | 54.07 |       |
| 16   | 1       | 8    | Ole Braunschweig     | Alemanha       | 54.18 |       |

### Final
A final foi realizada em 20 de junho às 19:00. 
| Pos.              | Raia | Nadador              | Nacionalidade  | Tempo | Notas           |
| ----------------- | ---- | -------------------- | -------------- | ----- | --------------- |
| Medalha de ouro   | 5    | Thomas Ceccon        | Itália         | 51.60 | Recorde mundial |
| Medalha de prata  | 7    | Ryan Murphy          | Estados Unidos | 51.97 |                 |
| Medalha de bronze | 3    | Hunter Armstrong     | Estados Unidos | 51.98 |                 |
| 4                 | 2    | Yohann Ndoye Brouard | França         | 52.50 |                 |
| 5                 | 4    | Apostolos Christou   | Grécia         | 52.57 |                 |
| 6                 | 6    | Ksawery Masiuk       | Polónia        | 52.75 |                 |
| 7                 | 1    | Ryosuke Irie         | Japão          | 52.83 |                 |
| 8                 | 8    | Robert Glință        | Roménia        | 53.63 |                 |

Legenda
| Recorde mundial       | Recorde mundial (World record)               |                       | Recorde africano                      | Recorde africano (African) |                                           | Q | Classificado por posição (Qualified) |
| Recorde do campeonato | Recorde do campeonato (Championship record)  | Recorde da América    | Recorde da América (Americas)         | q                          | Classificado por melhor tempo (Qualified) |   |                                      |
| Melhor marca do ano   | Melhor marca do ano (World leading)          | Recorde asiático      | Recorde asiático (Asian)              | DNS                        | Não largou (Did not start)                |   |                                      |
| Recorde nacional      | Recorde nacional (National record)           | Recorde europeu       | Recorde europeu (European)            | DNF                        | Não terminou (Did not finish)             |   |                                      |
| Recorde pessoal       | Recorde pessoal do atleta (Personal best)    | Recorde da Oceania    | Recorde da Oceania (Oceania)          | DSQ / DQ                   | Desclassificado (Disqualified)            |   |                                      |
| Recorde da temporada  | Recorde da temporada do atleta (Season best) | Recorde sul-americano | Recorde sul-americano (South America) | NM                         | Sem marca (No mark)                       |   |                                      |